# Chancellerie royale (couronne d'Aragon)
 (juin 2025).
Si vous disposez d'ouvrages ou d'articles de référence ou si vous connaissez des sites web de qualité traitant du thème abordé ici, merci de compléter l'article en donnant les références utiles à sa vérifiabilité et en les liant à la section « Notes et références ».
La Chancellerie royale était l'institution des rois de la Couronne d'Aragon chargée de l'administration. Elle a été créée au XIIIe siècle. La société de l'époque prenait ses actes et documents comme modèles pour la normalisation linguistique de la langue catalane.

## Histoire

### Avant la Chancellerie
Avant que la Chancellerie Royale ne soit créée au sortir de la minorité du roi Jacques I et de la régence de son oncle, le prince catalano-aragonais Sanche de Roussillon, l’an 1218, il était question de l’Escrivania reial pour le royaume d’Aragon et comtal pour la Principauté de Catalogne, menée par le Comté de Barcelone.
Ces deux types d’escrivanies, ce qui pourrait se traduire par un Secrétariat, se distinguent l’une de l’autre par de nettes différences :

#### L'Escrivania Royale d'Aragon
Formée par des Scribae Regis (Greffiers royaux), habituellement laïcs quoiqu’il pût y avoir des clercs, l’Escrivania fait partie de la Curia Regia (lit. Curie Royale, cad un ensemble administratif et juridique qui facilite la gouvernance royale et son bon fonctionnement) ce qui fait qu’elle soit itinérante, suivant le roi dans ses déplacements (ce qui justifie le changement de greffiers selon le lieu où le roi se situe).
Nous pouvons dénoter six caractéristiques au textes issus de l’Escrivania aragonaise :
– Le document se fait sub iussione de la personne royale : selon ses ordres et sous son autorité.
– Le document s’ouvre par un chrisme à l’alpha et l’oméga.
– La calligraphie utilisée est la wisigothique dite « ronde » (d’inspiration wisigothe) et la minuscule caroline (créée par l’École Palatinale d’Alcuin et diffusée par cet érudit carolingien depuis Saint-Martin de Tours, abbaye).
– Sont datés les actes diffusés par l’Escrivania selon la datation de l’Ère Hispanique (une variante du calendrier julien imposée par Auguste aux provinces de l’Hispania romaine qui rajoute trente-huit ans, soit la différence de temps entre le départ du calendrier grégorien et la promulgation de cet antique calendrier, aux dates.)
– En guise d’authentification du document, on retrouve une liste de seniores et tenents (autrement dit, des gens d’importances) inscrits au document bien qu’il ne s’agisse ni de témoins ni de validation dudit document conséquemment. Le roi lui-même ouvrirait ladite liste par l’inscription « Regnante me in Aragone »
– L’Acte est présenté horizontalement avec le signum regis (Signature royale) en son centre.

#### L'Escrivania Comtale de la Principauté de Catalogne
Sous le règne du comte Raymond-Bérenger IV, l’Escrivania comtale catalane conserve les mêmes caractéristiques que sous son prédécesseur Raymond-Bérenger III quoiqu’il y soit à observer une hiérarchisation et une spécialisation émergentes des fonctions.
Nous y retrouvons un Notarius Comitis (Secrétaire comtal) qui dirige l’Escrivania en étant responsable du signum et qui dirige le reste des secrétaires. Celui-ci est habituellement le primicherius, à savoir la « tête de file », en d’autres termes le « chef », de la Cathédrale de Barcelone, une tradition, de placer un clerc à la tête de l’Escrivania, qui se maintient au cours de l’histoire de cette institution. Aussi, les secrétaires occasionnel, caractéristiques de l’époque, sont titrés Scriptor ou Scriba car comme nous l’avons dit la Curie Royale n’est pas spacialement statique.
Et au travers d’échanges avec la monarchie française datés, nous avons un modèle graphique avec un début de structuration et de hiérarchisation dans la forme, avec un modèle graphique (à mettre en commun avec les normes aragonaises) de l’usage de la minuscule carolingienne.
Le comte Raymond-Bérenger IV est le premier à faire usage du sceau, comportant un motif équestre dudit comte, pour les états qui appartiendront à la Couronne Aragonaise, et ce avant l’union dynastique de son mariage avec Pétronille d’Aragon ; quoiqu’il use seulement au Comté de Barcelone et pas encore en Aragon.
Parmi les caractéristiques du document « semipublic » catalan sont :
– Absence de la mention sub iussone comtal.
– Modèle graphique : Minuscule carolingienne, et ce très tôt en raison de ses rapports avec l’Empire caroligien.
– Sa datation se base sur celle du Royaume franc.
– Acte rédigé verticalement avec la signature de témoin, qui certifient et valident étant donné que les actes comtaux sont semi-publics (de manière mi public mi privé ?).

### Histoire et fonctions
Le premier chancelier cité, dans un document de 1218, est l’évêque de Barcelone Berenguer II de Palou, lequel étant chargé des rédactions de diverses sortes de documents administratifs. Le roi Jacques I lors de sa création fait que les actes administratifs du Royaume de Valence ne soit pas rédigés en latin sinon en langue vulgaire. Aussi, il y a une unification des documents administratifs de la Couronne d’Aragon, lesquels sont rédigés et en catalan et en aragonais et en latin, quoique ce soit majoritairement en latin à partir du XIVe siècle. Et toutes les institutions liées à cette couronne (Généralité de Catalogne, Généralité du Royaume de Valence, Grand et Général Conseil de Majorque) en y ajoutant celles des villes utilisent ce modèle linguistique.
Une fois intégrée à la Couronne d’Aragon, la Chancellerie Royale est un secrétariat organisé par un chancelier, lequel est chargé de la copie et du transit de l’entièreté des documents royaux, nobiliaires et ecclésiastiques. Cette escrivania est organisée à partir du XIIIe siècle et une série de fonctionnaires qui ont soin des écrits royaux la compose.
Elle devient un atout culturel, comme le furent les monastères du Haut Moyen-Âge, en particulier à partir de l’année 1373 lorsqu’on y ajoute un groupe de copistes ayant pour charge la (re)transcription de livres. Ainsi, elle y assimile et reprend la poésie et l’art français, qu’introduit la reine consort Yolande de Bar ; mais aussi l’attrait au monde latin, venant d’Italie.
La prose chancelière suit les schémas médiévaux de la rhétorique épistolaire. La plus grande partie des fonctionnaires ont une bonne connaissance de l’Ars Dictandi, ou art de la parole, titre donné aux traités de rhétoriques épistolaires qu’utilisent les chancelleries médiévales du XIe au XIVe siècle.
Ces traités-là présentaient règles et exemples à propos de la rédaction des salutations, des préambules, de l’élocution – le corps des documents –, auxquels on ajoute les préceptes grammaticaux, de constructions, de figures stylistiques, de rythmique.
Étant donné que la majorité des fonctionnaires de la Chancellerie savent le latin, il n’est pas étrange que cette langue ait été celle en laquelle s’expriment les lignes directrices, autant en ce qui concerne les formulaires que le vocabulaire bureaucrate et politique ; mais l’influence latine modifie petit à petit le catalan sans pour autant lui faire tort. Par exemple, les Ordinacions Reials de Pierre IV d’Aragon présentent un calque, mot par mot, du texte latin des Leges Palatinae du roi Jacques III de Majorque (selon les travaux de l’historien Sevillano Colom) bien que les secrétaires du roi aragonais aient réussi à en vaincre les difficultés latines.
Ce qui attire le plus l’attention est l’uniformité que prend la langue officielle de la Chancellerie, celle-là réussit à s’implanter dans l’entièreté du champ linguistique. Il s’agit d’une sorte de koinè (ou langue véhiculaire servant à la transmission d’un message au travers de la société) littéraire et administrative qui masquait une langue vivante bien plus variée. La raison d’une telle uniformité linguistique répondait au fait que la langue diffusée aux Îles Baléares et au Royaume de Valence en soit une qui se répandait sur un territoire très arabisé.
La formation latine des membres de la Curia Regia, qui se devait de rédiger les actes en catalan, aragonais et en latin, font en sorte que la langue atteigne un grand niveau de perfection, d’efficacité et d’élasticité, avec lesquelles maturité et fixation dans le temps. Nul doute que l’éducation stylistique de ce groupe, les secrétaires, doit faire coller fidèlement à tout changement que l’évolution littéraire puisse vivre dans les techniques de l’art de la rédaction.
Finalement, par le biais de son travail quotidien, la Chancellerie contribue à améliorer et fixer la langue littéraire de manière définitive, par laquelle les écrivains humanistes purent écrire des œuvres phares.

### Langue de la Chancellerie
Depuis le XIIIe siècle, les documentations des institutions de la Couronne d'Aragon comme la Généralité de Catalogne, la Généralité du royaume de Valence ou le Conseil général du royaume de Majorque sont écrits dans un même catalan « de Chancellerie », strictement normalisé, qui offre très peu de variations sur l'ensemble du domaine linguistique,,. En particulier, alliant le prestige politique à la consolidation linguistique, la Chancellerie royale du royaume de Valence diffuse un modèle de langue écrite très standardisé, qui servira de base à la normalisation du catalan au début du XXe siècle,,.
Durant l’existence de la Chancellerie Royale, il y eut deux étapes dans sa langue :
– durant la règne de Pierre IV d’Aragon, lorsque la prose catalane assujettie à l’Ars Dictandi parvient à un certain niveau de rigidité, il advient trois changements : forcer le calque d’expressions latines sur ladite prose en traduisant littéralement ; employer directement des latinisme ; imiter la cadence de la phrase latine et des phrases de formulation latine lui faisant violence.
– Dès 1381, il apparaît dans les documents de la Chancellerie un nouveau style de langue écrite, dit classique ou humaniste, inspiré des classiques latins, entre autres Cicéron, et des écrivains italiens renaissants ; cela dans une optique d’amélioration de la langue vernaculaire en s’aidant du latin. Cela amène à une prose catalane désormais flexible et mature où s’incorporent des mots savants en nombre mais qui s’articule à la syntaxe latine avec goût et mesure, avec une tendance aux large périodes et aux phrases toutes cadencées.
Parmi les écrivains de ce renouveau linguistique, il est à citer Bernat Metge, écrivain humaniste de cette même période.
La grande influence de la Chancellerie Royale amène à remplacer toute forme dialectale, par exemple le phénomène de yodisation (« paia » pour palla), l’inchoativité en -ISC (« partisc » pour « partesc »), une oscillation pour rendre la voyelle longue latine (« cadana » pour « cadena »), la monophtongaison de UA (« cotre » pour quatre), des éléments qui archaïsent comme l’article dit « salé » ou des consonnes sonores intervocaliques qui passent en finale (« amig » pour « amic ») ou de la diphtongue AU (« llaurer » pour « llorer »), mais aussi l’élimination d’éléments innovateurs comme la monophtongaison d’EI (« fet » pour « feit »), la vocalisation de la désinence verbale -TS (« anau » pour « anat ») et les parfaits simples (« vingueren » pour « vengren »)…

## Composition de la Chancellerie
Depuis le XIIIe siècle, les rois d’Aragon disposent d’une chancellerie organisée et régulée par de diverses ordonnances, en partie inspirée par les normes d’usage de la Chancellerie pontificale.
C’est le Chancelier qui préside la Chancellerie, il est accompagné par un vice-chancelier, un garde des Sceaux ou « Protonotari del Segell » ainsi que de divers notaires et écrivains (lesquels seront distingués par l’office du premier consiste à rédiger lorsque le second copie le document) mais aussi d’autres offices subalternes comme le frappeur de sceau, le porteur de registre… Par ailleurs, ledit registre est fonctionnel depuis 1257 et ses documents copiés chronologiquement sont conservés aux Archives de la Couronne d’Aragon de Barcelone, lieu d’archive des documents royaux depuis Alphonse II à la fin du XIIe siècle. 
Les documents royaux qui émanent de la Chancellerie arrivent jusqu’aux confins du domaine linguistique catalan et ils étaient considéré comme un canon du bien écrire. Les fonctionnaires qui avaient l’habitude d’y faire carrière en commençant au bas de l’échelle doivent connaître les trois langues qui seraient aujourd’hui nommées officielles : les latine, catalane et aragonaise. Ce qui explique la possibilité de trouver parfaitement écrit en catalan des documents écrits par un Aragonais lorsque le Barcelonais Bernat Metge écrit dans un très bel aragonais.
Quelques noms desdits fonctionnaires, lesquels ont influé sur la prose de l’époque, méritent qu’on s’en souvienne : Mateu Adrià, le garde des Sceaux de Pierre III, traducteur des Siete Partidas d’Alphonse X de Castille ; Ferrer Saiol, Garde des Sceaux d’Eléonore de Sicile, reine consort d’Aragon sous Pierre IV, est le traducteur du latin Palladius. Son beau-fils Bernat Metge, duquel nous avons déjà parlé dans une section antérieure, est secrétaire du roi Pierre IV d’Aragon et une grande figure de l’avant-Renaissance catalane (à ne pas confondre avec le Renaissance culturelle qui adviendra au XIXe siècle).

## Liste des chanceliers
- 1218 : Berenguer II de Palou, évêque de Barcelone (1212-1241).
- 1255 : Andreu d'Albalat, évêque de Valence (1248-1276).
- ? : Arnau de Torres, ardiaca de Lleida (d 1232).
- ? : Ponç de Vilaró, paborde de Solson.
- 1294-1295 : Jean de Procida, noble, antic canceller a Sicília.
- 1295-? : Ramon Despont, évêque de Valence (1288-1312).
- 1313/14-1318 : Joan d'Aragó i d'Anjou, infant, ensuite archevêque de Tolède (1319-1327) et chancelier de Castille.
- ~ 1320-1325 : Ramon Gastó, évêque de Valence (1312-1348).
- 1325-1334 : Gastó de Montcada, évêque de Huesca (1324-1328) et de Gérone (1329-1443).
- ~ 1336-1338 : Pero López de Luna, archevêque de Saragosse (1314-1345).
- 1338-1339 : Pere I, infant, ensuite moine.
- 1339-1345 : Pero López de Luna, archevêque de Saragosse (1314-1345).
- 1344-? : Hug de Fenollet, évêques d'Elne (1342-1346) (à vérifier) et de Vic (1346-1348).
- 1347-? : Juan Fernández de Heredia, archevêque de Tarragone et castellà d'Amposta.
- 1348-1353 : Hug de Fenollet, évêque de Valence (1348-1356).
- 1353-1374 : Pere de Clasquerí, évêque de Huesca (1351-1357) et archevêque de Tarragone (1357-1380).
- 1375-d 77 : Lope Fernández de Luna, archevêque de Saragosse (1351-1382).
- 1382-1383 : Hernando Pérez Muñoz, évêque de Huesca (1372-1383).
- 1383-? : Ramon de Sesescales, évêques d'Elne (1377-1380), de Lérida(1380-1386) et de Barcelone (1386-1398).
- ~ 1387-1399 : García Fernández de Heredia, archevêque de Saragosse (1383-1411).
- ?-1407 : Ényec de Vallterra, archevêque de Tarragone (1387-1407).
- 1407-1409 : Francesc de Blanes i de Palau, évêque de Gérone (1408-1409) et de évêque de Barcelone (1409).
- 1413-1418 : Pere de Sagarriga i de Pau, archevêque de Tarragone (1407-1418).
- 1419-1422 : Alfonso de Argüello, évêque de Sigüenza (1416-1420) et archevêque de Saragosse (1420-1429).
- ~ 1422-1439 : Dalmau de Mur i de Cervelló, archevêque de Tarragone (1419-1424) et de Saragosse (1431-1456).
- ~ 1450 : Jordi de Bardaixí, évêque de Tarragone (1443-1464).
- ~ 1452-1453 : Arnau Roger de Pallars i de Foix, évêque d'Urgell (1443-1461).
- ~ 1454-1465 : Pedro Ximénez de Urrea, archevêque de Tarragone (1446-1489).
- 1465-1466 : Joan d'Aragó, administrateur de l'archevêché de Saragosse (1460-1475).
- 1466-1480 : Pedro Ximénez de Urrea, archevêque de Tarragone (1446-1489).
- 1480-1484 : Juan Margarit i Pau, évêque de Gérone (1462-1484).
- 1484-1510 : Pere de Cardona, évêque d'Urgell (1472-1510).
- ~ 1510 : Gonzalo Fernández de Heredia, archevêque de Tarragone (1490-1511).